# 图尔内尔巴赫
图尔内尔巴赫是奥地利下奥地利州维也纳城郊县的一个市镇。总面积20.24平方公里，总人口2506人，人口密度123.8人/平方公里（2005年）。